# Kilizu
Kilizu (Qasr Shemamok) is een archeologische vindplaats in Irak.
Het was de hoofdstad van de gelijknamige provincie van het Assyrische Rijk in de vlakte van Erbil (Koerdistan) tussen de Grote en de Kleine Zab. Layard was de eerste die sonderingen uitvoerde en later (1933) werd de plaats opgegraven door een Italiaanse ploeg onder Furlani. Sinds 2010 heeft een Franse ploeg onder by Olivier Rouault en Maria Grazia Masetti-Rouault het werk weer opgevat. Er zijn talrijke oppervlaktevondsten uit de late bronstijd buiten de stadsmuur aangetroffen. De stadsmuur is op de grond en  door teledetectie duidelijk waar te nemen.
Kilizu wordt genoemd als het strijdtoneel tussen Kurigalzu II van Karduniaš en Enlil-nirari (1317–1308) van Assyrië. Aangezien de streek in het zuidwesten aan de regio Assur self grensde, was dit een bedreigende gebeurtenis voor de Assyriërs.
De oudste verwijzing naar de provincie Kilizu is uit een eponiem voor het jaar 909 v.Chr uit de tijd van Adad-nirari II. De stadhouders van Kilizu duiken vanaf Salmanasser III regelmatig in eponiemen op. Ook in documenten uit de tijd van Adad-nirari III, Sargon II, Esarhaddon en Assurbanipal wordt ernaar verwezen.